# Sára
Sára je ženské rodné jméno hebrejského původu (hebrejsky שָׂרָה, Sara). Podle českého kalendáře má svátek 9. října.
Sára byla podle Bible manželkou Abraháma a matkou Izáka, jejíž jméno původně bylo Saraj. Podle Gn 17, 15 (Kral, ČEP) byla tato změna částí smlouvy s Hospodinem před početím Izáka, kterého porodila ve velice pozdním věku. Jméno se vykládá jako kněžna, vznešená paní nebo princezna.

## Statistické údaje
Následující tabulka uvádí četnost jména v ČR a pořadí mezi ženskými jmény ve srovnání dvou roků, pro které jsou dostupné údaje MV ČR – lze z ní tedy vysledovat trend v užívání tohoto jména:
| Rok       | Četnost    | Pořadí    |
| 1999      | 2155       | 160.      |
| 2002      | 2875       | 147.      |
| Porovnání | o 720 více | o 13 lépe |

Změna procentního zastoupení tohoto jména mezi žijícími ženami v ČR (tj. procentní změna se započítáním celkového úbytku žen v ČR za sledované tři roky) je +34,5%, což svědčí o velice strmém nárůstu obliby tohoto jména.
V lednu 2006 se podle údajů ČSÚ jednalo o 19. nejčastější ženské jméno mezi novorozenci.

## Známé nositelky jména

### Svaté a blahoslavené

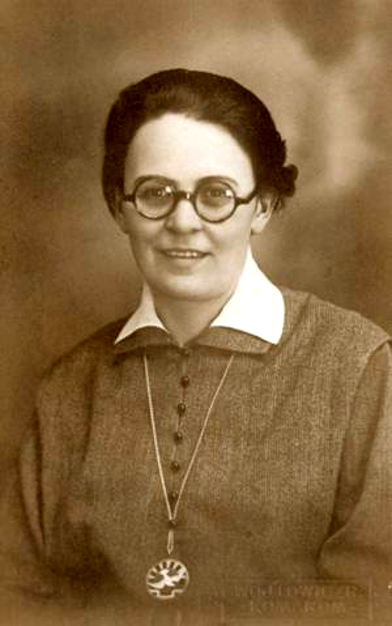
bl. Sára Salkaházi, řeholnice zavražděná šípovými kříži za ukrývání Židů

- Sára (biblická postava)
- Svatá Sára z Antiochije
- bl. Sára Salkaházi

### Slavné osobnosti

#### České nositelky
- Sára Bejlek (* 2006) – česká tenistka
- Sarah Haváčová (* 1990) – česká herečka
- Sára Korbelová (* 2002) – česká herečka
- Sára Kousková (* 1996) – česká golfistka
- Sára Milfajtová (* 1991) – česká herečka
- Sára Rychlíková (* 1999) – česká herečka
- Sara Sandeva (* 1997) – česká herečka makedonského původu
- Sára Strnadová (* 2002) – česká snowboardistka
- Sára Vybíralová (* 1986) – česká spisovatelka

#### Zahraniční nositelky
- Sara Anderssonová (* 2003) – švédská biatlonistka
- Sarah Bernhardtová (1844–1923) – francouzská herečka
- Sarah Brightmanová (* 1960) – anglická sopranistka, herečka a tanečnice
- Sara Canningová (* 1987) – kanadská herečka
- Sara Errani (* 1987)– italská profesionální tenistka
- Sarah Fairbrotherová (1816–1890) – anglická herečka
- Sarah Gadonová (* 1987) – kanadská herečka
- Sarah Michelle Gellar (* 1977) – americká herečka
- Sara Gilbertová (* 1975) – americká herečka
- Sarah Hughesová (* 1985) – americká krasobruslařka
- Sarah Childress Polková (1803–1891) – 12. první dáma USA
- Sarah Churchillová (1660–1744) –  anglická šlechtična, vévodkyně z Marlborough
- Sara Isakovićová (* 1988) – slovinská plavkyně
- Sara Kolaková (* 1995) – chorvatská atletka
- Sarah J. Maas (* 1986) – americká spisovatelka
- Sara Montielová (1928–2013) – španělská herečka a zpěvačka
- Sara Moreirová (* 1985) – portugalská atletka
- Sarah Palinová (* 1964) – americká politička
- Sarah Jessica Parker (* 1965) – americká herečka
- Sarah Paulsonová (* 1974) – americká herečka
- Sara Petersenová (* 1987) – dánská atletka
- Sarah Sjöströmová (* 1993) – švédská plavkyně
- Sara Sorribesová Tormová (* 1996) – španělská tenistka

## Domácí podoby jména
Sárka, Sári/y, Sárinka, Sáruš, Sáruše, Sárunka, Sáruna, Sárina, Sárulka, Sárča